# معنيون

علم الاسرة المعنية

الأسرة المعنية إحدى السلالات التي حكمت جبل لبنان ومناطق مجاورة خلال العهد العثماني. هي أسرة من أمراء الدروز. انتقل حكمهم إلى أنسبائهم الأسرة الشهابية بعد فقدان الوراثة.

## تاريخهم
ينتسب المعنيون إلى الأمير معن بن أيوب من قبيلة عربية اسمها ربيعة . جاؤوا أول أمرهم إلى الفرات ثم تركوها إلى حلب ومنها إلى لبنان . نزلوا البقاع أولا ثم المناطق المشرفة على الساحل بين أبناء عمومتهم من آل تنوخ عام 1120. و استوطنوا مناطق جبل لبنان الجنوبية في نفس العام بأمر من حاكم دمشق للتصدي للغزوات الصليبية. وخلال حكم الفاطميين تحولوا إلى المعتقد الدرزي. وفي معركة مرج دابق (1516م)، ساند فخر الدين المعني بن قرقماز السلطان سليم الأول العثماني في معركته ضد المماليك مما اكسبه حُظوة لديهم وبالتالي حصل على نوع من الاستقلال الجزئي. وتوارث المعنيون حكم لبنان فلقبوا بالامراء حتى عهد الأمير فخر الدين المعني الثاني، الملقب بسلطان البر (1570-1635م) الذي أسس امارة متطورة وحاول الاستقلال عن العثمانيين بمساعدة الاوربيين ويعتبر أول من حاول إنشاء قومية لبنانية دون اعتبار لدين أو طائفة. انتهت الإمارة المعنية بوفاة آخر أمرائهم أحمد بن ملحم عن غير عقب، فانتقل الأمر إلى الشهابيين بعد استشارة الحكومة العثمانية للأمير حسين بن فخر الدين الثاني، وفق رواية.

## أمراء الأسرة المعنية
- فخر الدين المعني الأول (ت 1544)
- قرقماز (ت 1585)
- فخر الدين المعني الثاني (ت 1635)
- علي (ت 1635)
- يونس
- ملحم (ت 1657)
- أحمد (ت 1697)